# Europa Tower
L'Europa Tower o Torre Europa (in lituano Europos bokštas) è il grattacielo più alto dei Paesi Baltici. Si trova nel quartiere Šnipiškės della capitale Vilnius, in Lituania.

## Descrizione
Alto 148 metri, è stato progettato dalla locale società Audrius Ambrasas Architects. Dominando lo skyline del nuovo centro città di recente sviluppo, l'edificio è stato completato e inaugurato ufficialmente il 1º maggio 2004, come parte delle celebrazioni della Lituania all'ingresso nell'Unione europea. Il grattacielo ha causato alcune polemiche a causa della sua interferenza con lo skyline storico della città vecchia di Vilnius. Nonostante le diverse opinioni, la torre è ora spesso considerata un punto di riferimento moderno della capitale lituana. C'è una piattaforma di osservazione sulla terrazza sul tetto aperta a 114 metri di altezza.
Il progetto iniziale prevedeva trenta piani, successivamente aggiornati a trentatré. Questo cambiamento del piano originale da parte dell'architetto e dello sviluppatore, ha causato un confronto con varie agenzie per la protezione del patrimonio. Tuttavia, il progetto è stato approvato dal comune di Vilnius ed è stato implementato secondo il nuovo piano. La costruzione è iniziata alla fine del 2002 ed è stata completata a pieno titolo nell'aprile 2004. La torre fa parte del complesso di Piazza Europa, situato nel New City Center, ed è sulla riva destra del fiume Neris.
Il 1º settembre 2006, Alain Robert, ha scalato la Torre Europa lungo il lato orientale di fronte a Piazza Europa.